# 미샤엘 페데르센 프리스
미샤엘 페데르센 프리스(덴마크어: Michael Pedersen Friis, 1857년 10월 22일~1944년 4월 24일)는 덴마크의 정치인이다. 1920년 크리스티안 10세에 의해 오토 리베가 총리에 취임하였으나 부활절 위기 이후 사임하였다. 그 뒤 프리스는 총선이 시작되고 닐스 네르고르가 취임할 때까지 30일간 제26대 덴마크의 총리를 재임하였다.